# 李紅 (運動員)
李紅（1988年—），女，河南修武人，中国空手道運動員。

## 參賽獲獎
- 參加塞爾維亞貝爾格勒舉辦的2010年世界空手道錦標賽（英语：2010 World Karate Championships）結果獲得冠軍金牌
- 參加法國巴黎舉辦的2012年世界空手道錦標賽（英语：2012 World Karate Championships）結果獲得亞軍銀牌